# زنبق دریایی
زنبق دریایی یا زنبق‌دریایی‌ویسان (نام علمی: Crinoidea) نام یک رده از شاخه خارپوستان است.